# Golfo di Arica
Il golfo di Arica è l'ansa formata dal continente sudamericano sul suo lato occidentale, tra il Perù e il Cile, sull'Oceano Pacifico. Si affacciano sul golfo le regioni cilene di Arica e Parinacota e di Tarapacá e quelle peruviane di Tacna e di Moquegua. Le città più importanti del golfo sono le cilene Iquique e Arica e la peruviana Ilo.